# Christoph Ziolkowski
Christoph Ziolkowski (* 7. Februar 1991 in Köln) ist ein deutscher Eishockeyspieler, der seit 2019 beim Herner EV in der Oberliga unter Vertrag steht.

## Karriere
Christoph Ziolkowski begann seine Karriere als Eishockeyspieler im Nachwuchs des Kölner EC. In den Jahren 2006 bis 2009 spielte der Angreifer für die Kölner EC Junghaie in der Deutschen Nachwuchsliga. Vor der Saison 2008/09 erhielt der gebürtige Kölner einen Vertrag für das Profiteam der Kölner Haie. Sein Debüt in der Deutschen Eishockey Liga gab er am 20. Februar 2009 bei der Auswärtsniederlage bei den Nürnberg Ice Tigers. In der Saison 2009/10 spielte er mit einer Förderlizenz beim Oberligisten Herner EV, ehe er zur Saison 2010/11 zum EHC Dortmund wechselte.
Im Sommer 2011 unterschrieb er einen Vertrag bei den Füchsen Duisburg und spielte in den folgenden Jahren bei den Löwen Frankfurt, Dresdner Eislöwen, wieder den Füchsen Duisburg, den Moskitos Essen Essen und den Black Dragons Erfurt, bevor er 2019 wieder zum Herner EV zurückkehrte, bei denen er bereits 2009 unter Vertrag stand und spielt dort u. a. mit seinem Bruder Thomas Ziolkowski zusammen.

## Karrierestatistik
(Legende zur Spielerstatistik: Sp oder GP = absolvierte Spiele; T oder G = erzielte Tore; V oder A = erzielte Assists; Pkt oder Pts = erzielte Scorerpunkte; SM oder PIM = erhaltene Strafminuten; +/− = Plus/Minus-Bilanz; PP = erzielte Überzahltore; SH = erzielte Unterzahltore; GW = erzielte Siegtore; 1 Play-downs/Relegation; Kursiv: Statistik nicht vollständig)